# Джафари, Камил
Камил Джафари Табризи (перс. کمیل جعفری تبریزی‎, род. 24 января 1946) — иранский стрелок, участник летних Олимпийских игр 1976 года в ските.

## Спортивная биография
В 1976 году Камил принял участие в летних Олимпийских играх. Однако показать высокий результат иранскому спортсмену не удалось. В соревнованиях в дисциплине скит Джафари набрал 170 очков и занял по итогам стрелкового турнира лишь 62-е место.